# Fiołek alpejski
Fiołek alpejski (Viola alpina) – gatunek rośliny należący do rodziny fiołkowatych. Występuje w Karpatach i wschodnich Alpach, w Polsce tylko w Tatrach. Często nazywa się nieprawidłowo fiołkiem alpejskim inny, uprawiany jako roślina ozdobna gatunek rośliny – cyklamena perskiego.

## Morfologia

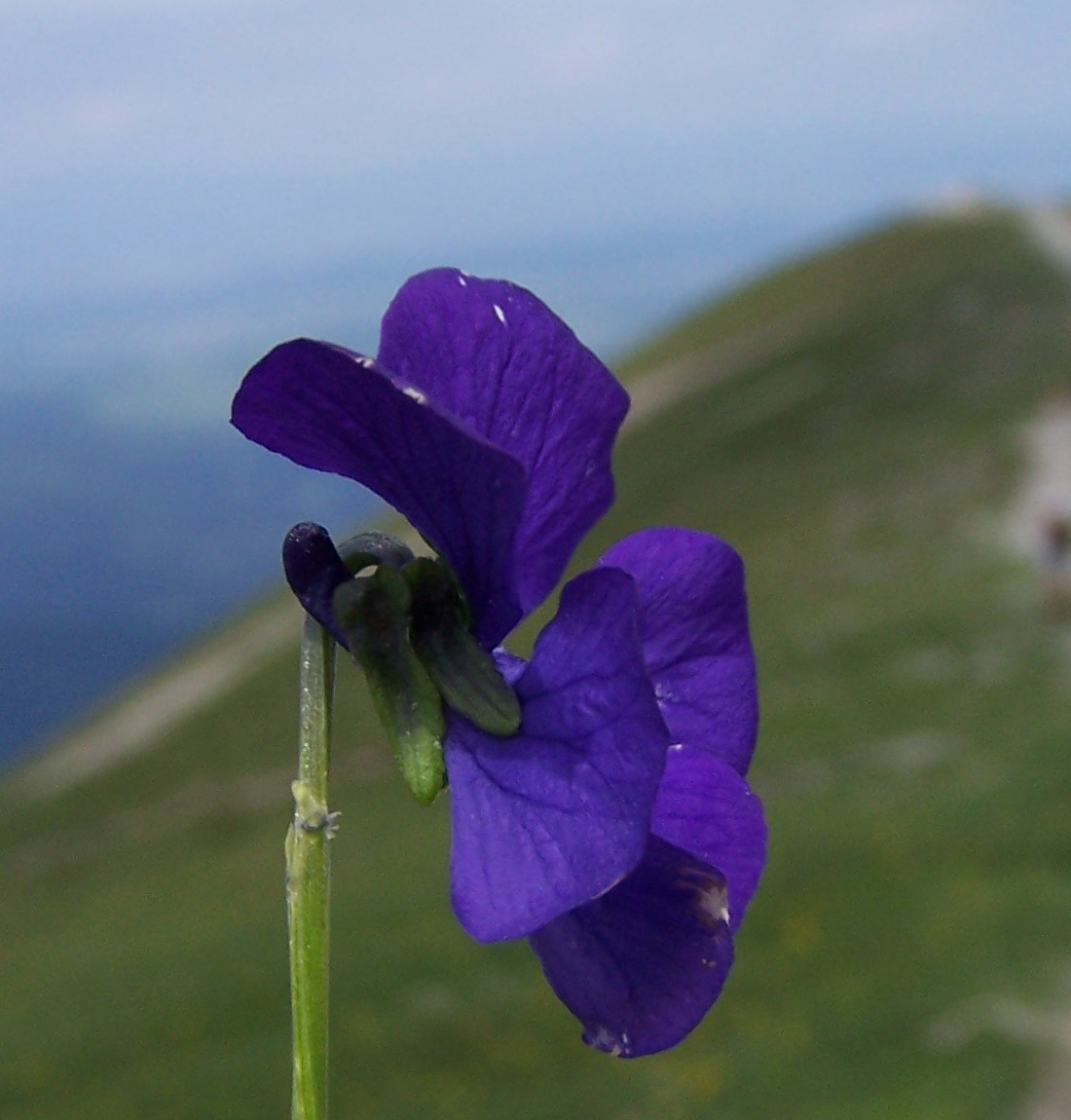
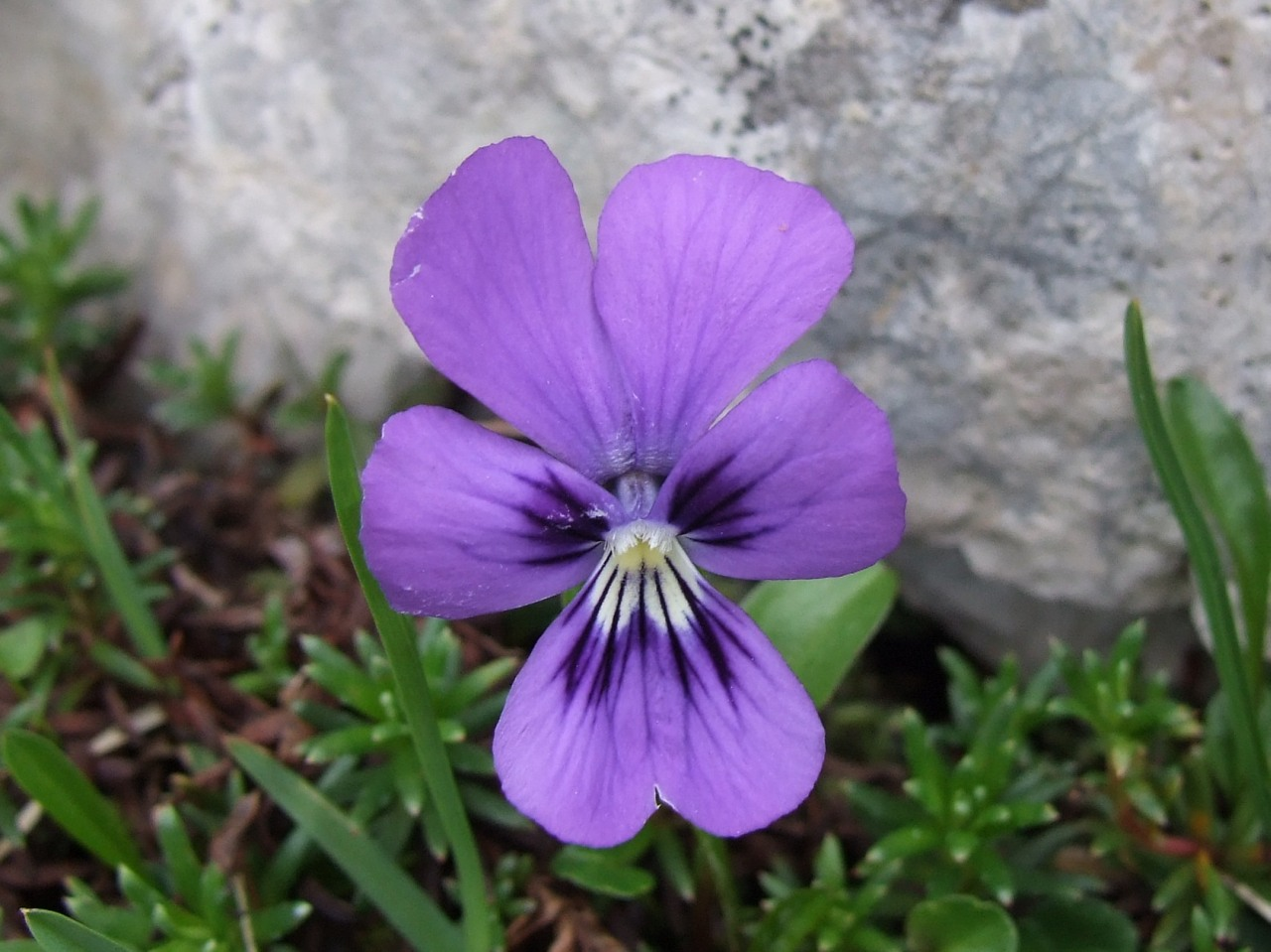
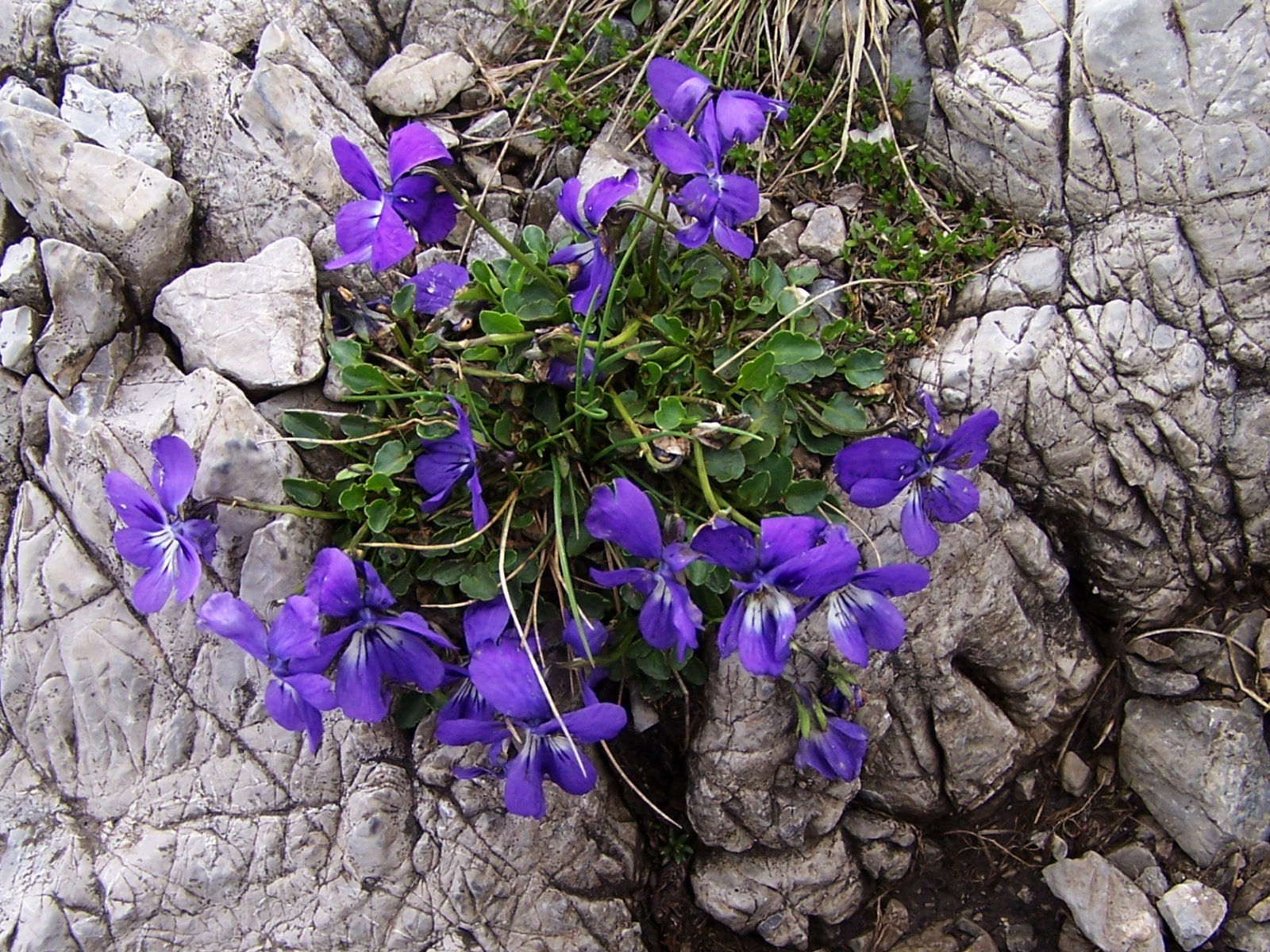

ŁodygaPojedyncza, podnosząca się, o wysokości 4–10 cm, naga i nieulistniona.
LiścieWszystkie liście wyrastają w różyczce liściowej. Są liczne, drobne, dość grube i lśniące. Mają okrągłą, lub szerokojajowatą, karbowaną blaszkę, wyrastającą na długich ogonkach. Ich nasady są ucięte, lub płytkosercowate. Przylistki podługowate i brzegiem orzęsione lub gruczołowato ząbkowane.
KwiatyDuże w stosunku do niewielkich rozmiarów rośliny. Mają średnicę 2–3 cm i intensywnie fioletowe płatki, białą gardziel i czarne smugi po wewnętrznej stronie płatków w gardzieli. Płatki wolne, tępe i gruczołkowato ząbkowane. Górne cztery płatki zwrócone ku górze, 1 płatek zwrócony jest w dół. Na szyjce słupka nabrzmienie z główkowatym wydrążeniem. Jest ona naga, lub owłosiona i ma dwuczęściowe znamię.
OwoceNaga, 3-klapowa torebka zawierająca liczne nasiona.

## Biologia i ekologia
Bylina. Kwitnie od czerwca do lipca, kwiaty owadopylne. Występuje na halach, w piętrze kosówki i w piętrze alpejskim. Często rośnie na skałach (tylko wapiennych), w szczelinach skalnych. Roślina wysokogórska i wapieniolubna. Gatunek charakterystyczny dla Ass. Caricetum firmae.